# Gasbelysning
Gasbelysning er af den industrielle revolutions store industrier. Selv om andre gjorde tilsvarende opfindelser andre steder, skyldes den storstilede introduktion af gaslyset William Murdoch, en ansat ved Boulton and Watt, der havde været pioner indenfor udviklingen af dampmaskiner.
Processen i a fremsille bygas bestod af storstilet afgasning af kul i ovne, rensning af gassen (fjernelse af svovl, ammoniak og tunge kulhydrater), lagring og distribution. De første gasværker blev bygget i London mellem 1812 og 1820. De blev snart en af de største forbrugere af kul i Storbritannien.
Gaslys havde effekt på den sociale og industrielle organisering, fordi det gjorde det muligt for fabrikker og forretninger at have længere åbningstider end med tællelys eller olielamper. Indførelsen af gaslys fik nattelivet til at blomstre i byerne, da husene og gaderne kunne oplyses i større grad end tidligere.